# Morestel
Morestel is een gemeente in het Franse departement Isère (regio Auvergne-Rhône-Alpes). De plaats maakt deel uit van het arrondissement La Tour-du-Pin. Morestel telde op 1 januari 2022 4.416 inwoners. 
De kerk van Morestel, Saint-Symphorien, heeft een opvallende klokkentoren. Morestel draagt de bijnaam 'la cité des peintres' (de stad van de schilders). François-Auguste Ravier, een van de belangrijkste leden van de landschapsschilders van Lyon uit de 19e eeuw, had hier een buitenverblijf.

## Geografie
De oppervlakte van Morestel bedroeg op 1 januari 2022 8,03 vierkante kilometer; de bevolkingsdichtheid was toen 549,9 inwoners per km².

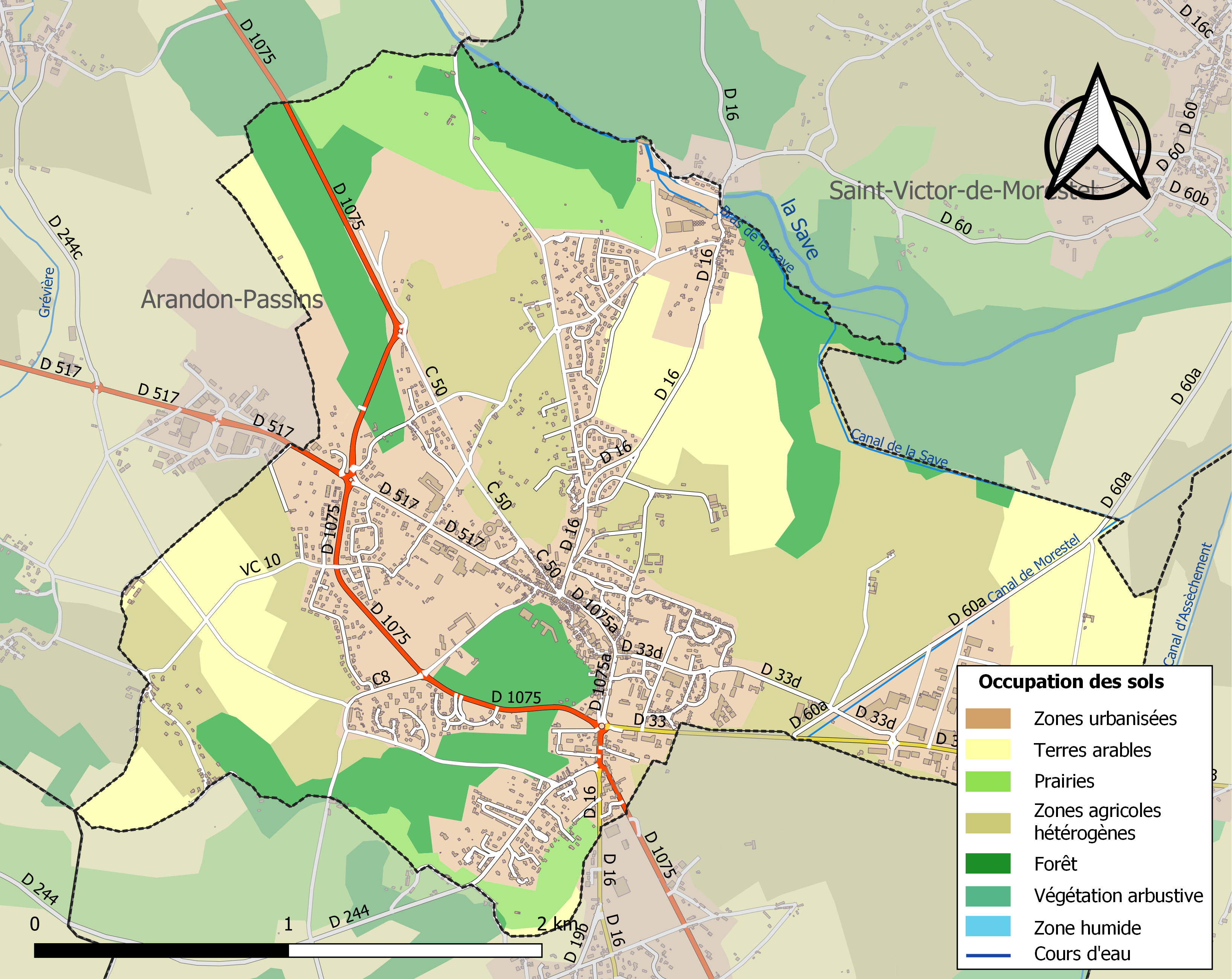
Kaart van de gemeente met de belangrijkste infrastructuur, bodemgebruik en omliggende gemeenten

## Demografie
De bevolking is fors gestegen door een instroom van stedelingen uit de nabijgelegen agglomeratie van Lyon.
Onderstaande figuur toont het verloop van het inwonertal (bron: INSEE-tellingen).

## Galerij

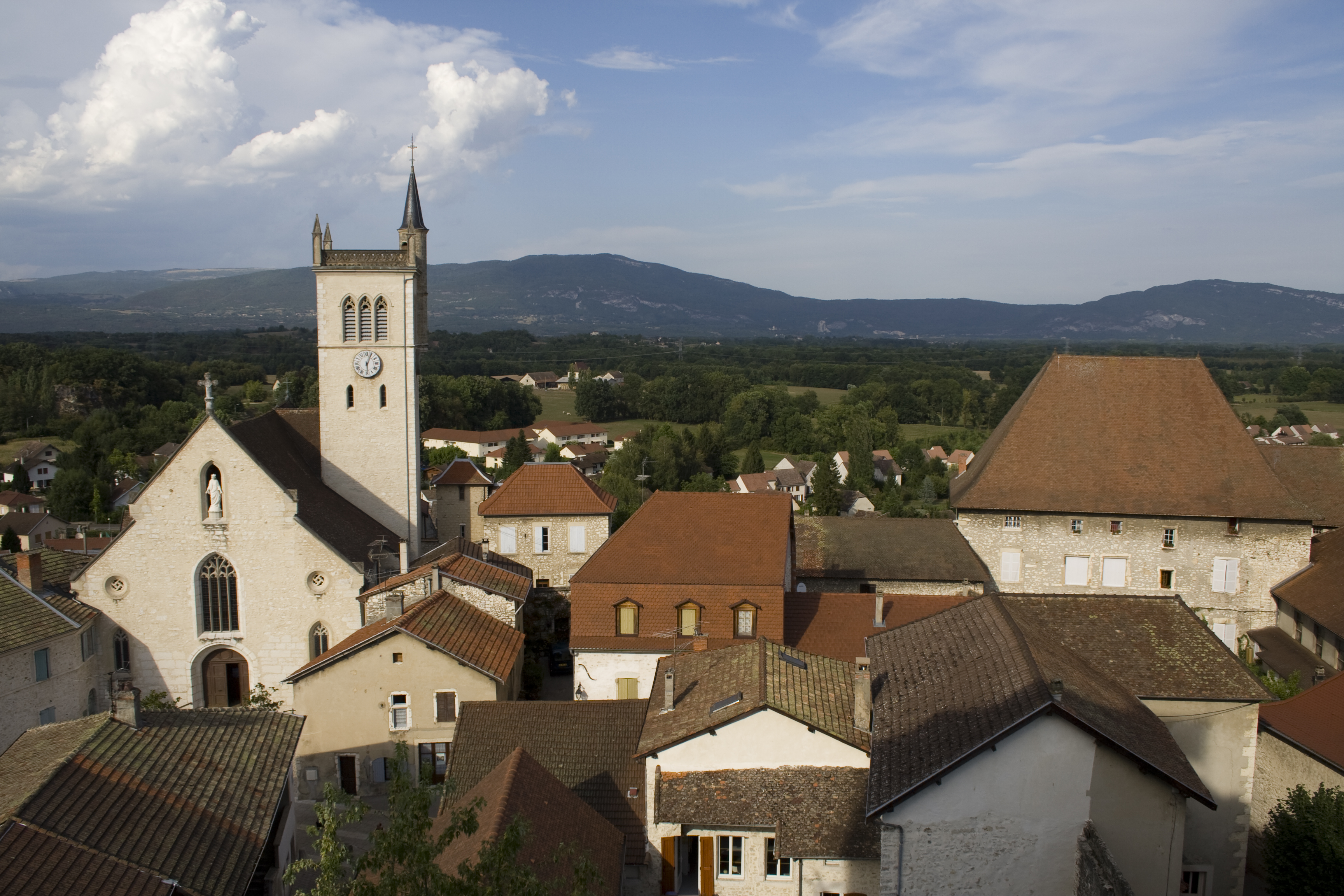
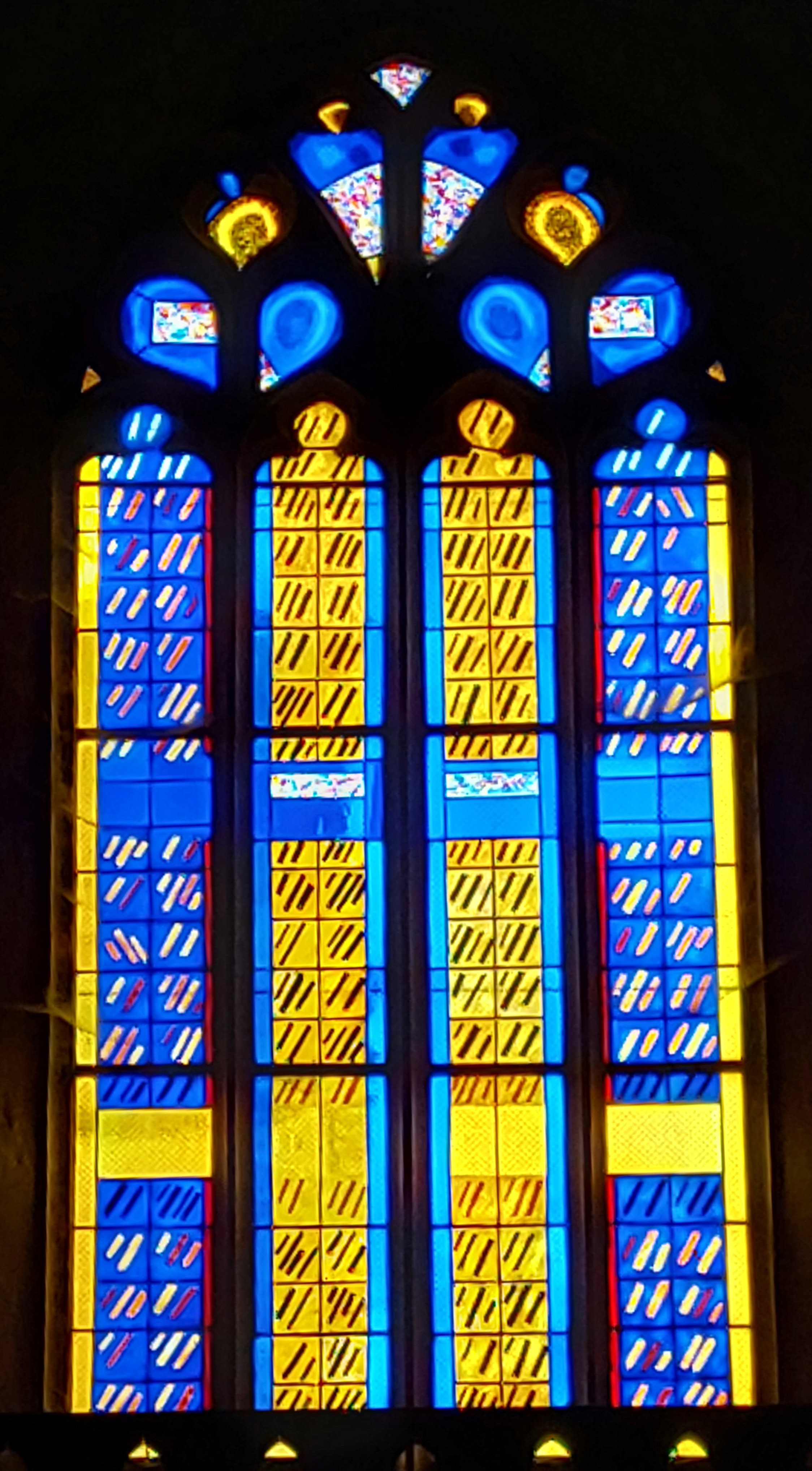
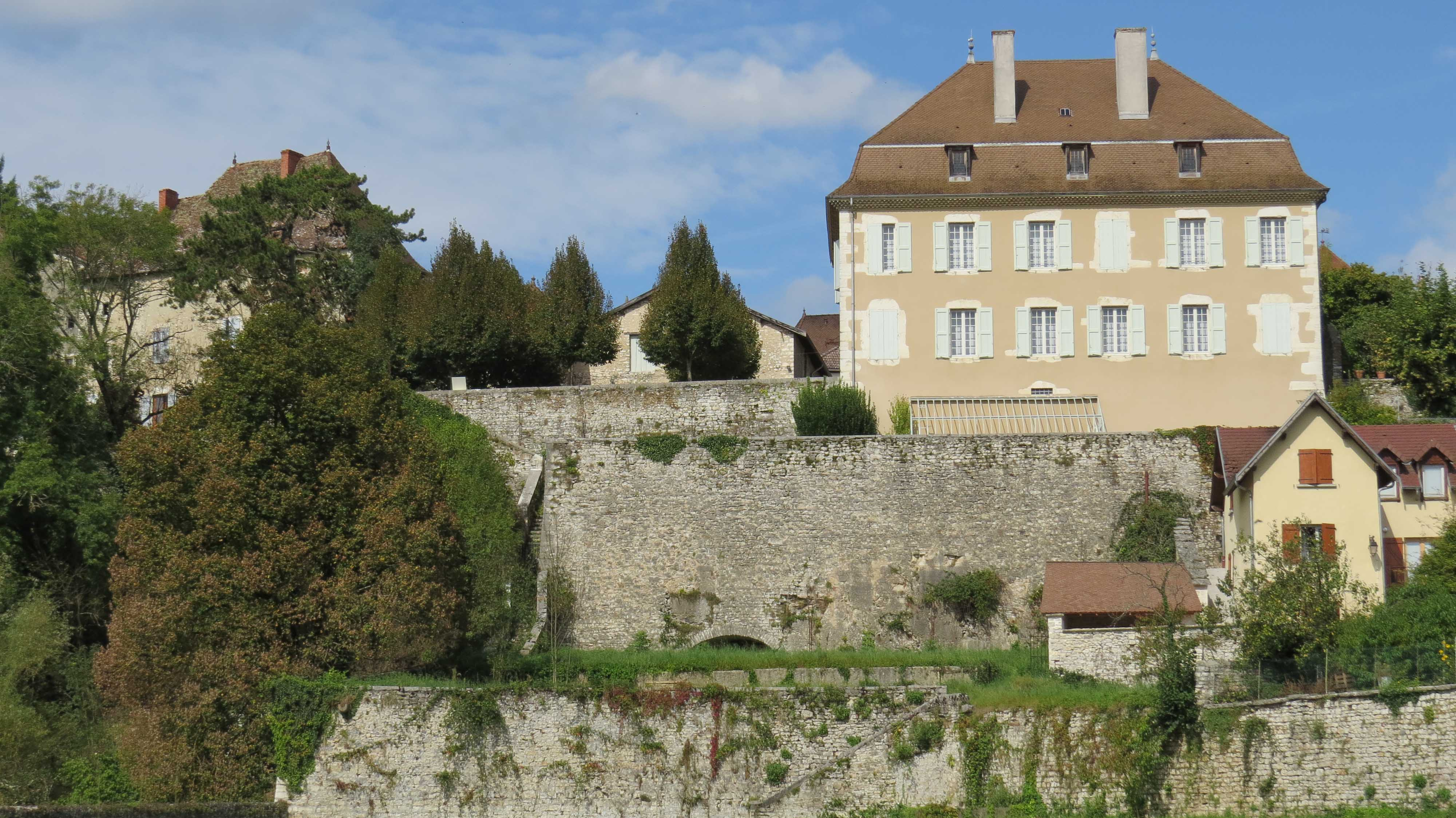